# Papier czerpany

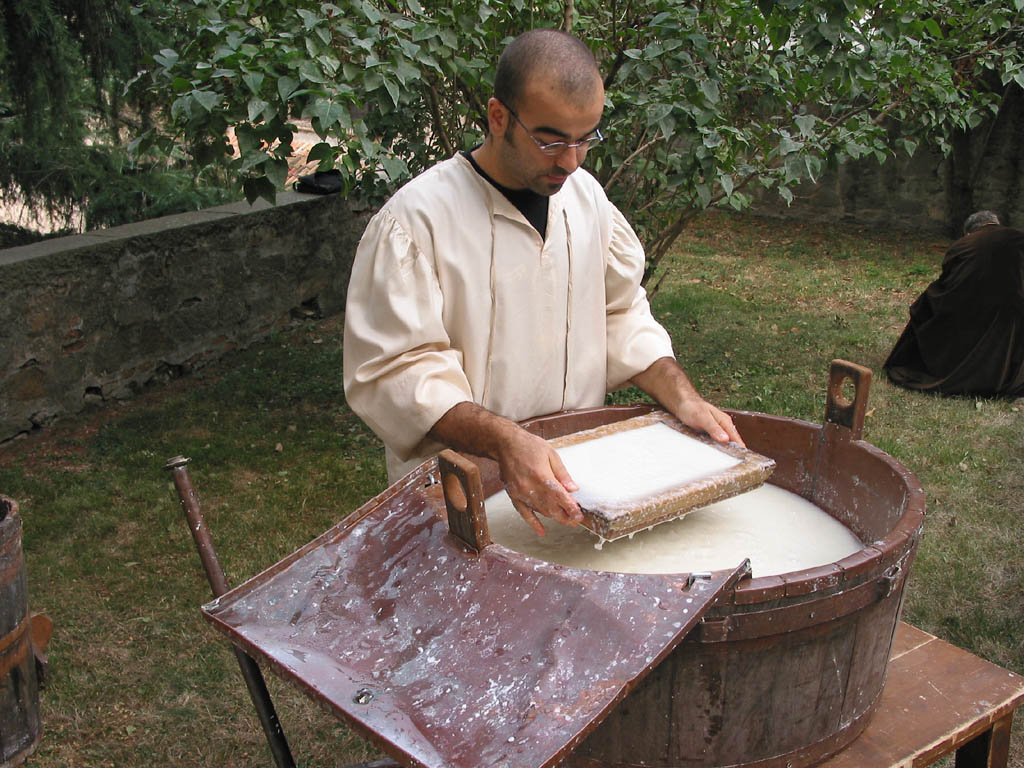
Produkcja papieru czerpanego (współczesna rekonstrukcja)

Papier czerpany – rodzaj papieru wytwarzanego w procesie czerpania, na który składa się etap wyodrębnienia pojedynczych włókien z surowców roślinnych oraz etap formowania papieru z wodnej zawiesiny włókien, odwadnianej na sicie.

## Historia

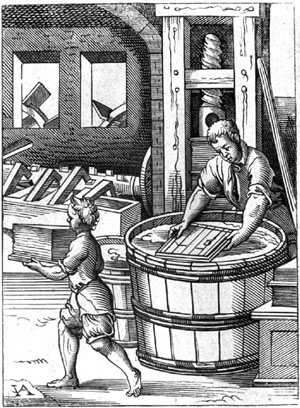
Produkcja papieru czerpanego (rycina z XVI w.)

Przyjmuje się, że papier, w formie papieru czerpanego, wynaleziono w Chinach w 105 r. W XI w. zaczęto produkcję papieru czerpanego w Europie (Półwysep Iberyjski, Sycylia). Od XV w., czyli zapoczątkowania druku w Europie, zwiększa się tutaj zapotrzebowanie na papier czerpany. Prowadziło to do pojawienia się nowych technik i maszyn służących przekształcaniu szmat w pulpę, m.in. stosowanego do dzisiaj cepa holenderskiego. XVIII-wieczne papiernictwo bogato opisali w latach 1751-1765 francuscy encyklopedyści. W 1799 r. Luis Nicolas Robert wynalazł maszynę papierniczą, a w 1803  postawiono pierwszą maszynę papierniczą w Anglii, co sprawiło, że produkcja papieru czerpanego zaczęła stopniowo się zmniejszać. Powtórnie, pod koniec XX w. wzrosło zapotrzebowanie na papier czerpany z powodu jego walorów artystycznych. W krajach Dalekiego Wschodu produkcja papieru czerpanego trwa nieprzerwanie po czasy współczesne.

## Surowce
Początkowo do produkcji papieru czerpanego używano łyka krzewów i drzew morwowych i odpadów konopnych. Wraz ze wzrostem zapotrzebowania na papier czerpany zaczęto stosować inne surowce: len, słomę ryżową, łodygi bambusa itd. Do wyrobu papieru używano także rozdrobnionych szmat. Papier uzyskany z pulpy szmacianej jest szczególnie odporny na zniszczenia, a także na upływ czasu. Był on stosowany do produkcji najbardziej luksusowych druków od XV do XIX wieku. Współcześnie do produkcji papieru czerpanego korzysta się z bardzo szerokiej listy surowców. Papier czerpany algowy wykonuje się z zielonych alg weneckiej laguny. W Bawarii wykonuje się papier piwny z osadów browarnianych o różnych barwach i zapachach.

## Proces produkcji
- gotowanie masy roślinnej w wodzie z dodatkiem popiołu drzewnego lub mleka wapiennego
- płukanie masy
- miażdżenie
- rozprowadzenie masy w wodzie
- zlanie do kadzi
- czerpanie ramką z sitem
- przekładanie sitem formowym dla ograniczenia formatu i grubości arkusza
- odsączenie wody
- przełożenie arkuszy suknem wełnianym (co daje charakterystyczną dla papieru czerpanego fakturę)
- zaklejenie w celu uniknięcia przesiąkania atramentu (można też dodać kleju do pulpy)
- suszenie
- wygładzanie kamieniami

Metodę tę stosowano powszechnie do XIX wieku.
W Polsce najbardziej znanym ośrodkiem czerpania papieru jest Muzeum Papiernictwa w Dusznikach-Zdroju, gdzie od 1971 r. wznowiono produkcję.
W dawnej fabryce papieru czerpanego w Barlinku znajduje się muzeum.